# Анрио, Николь
Николь Анрио, Анрио-Швейцер (фр. Nicole Henriot-Schweitzer; 25 ноября 1925, Париж — 4 февраля 2001, Лувесьен) — французская пианистка.
Окончила Парижскую консерваторию (1938), ученица Маргерит Лонг. В 1939 году заняла третье место на Конкурсе пианистов имени Габриэля Форе в Люксембурге. В 1942 году дебютировала с Оркестром концертного общества Парижской консерватории, исполнив концерт Ференца Листа, и затем на долгие годы стала любимой солисткой дирижёра Шарля Мюнша, вместе с которым выступила в общей сложности более чем в 200 концертах. Вместе с Мюншем много концертировала в США. Завоевала признание своей интерпретацией произведений Сергея Прокофьева и французских композиторов. В 1953 году стала первой исполнительницей Концертной сюиты Дариуса Мийо. В 1958 году вышла замуж за вице-адмирала Жан-Жака Швейцера (1920—1993). В следующем году у них родился сын, Жан-Филипп Швейцер. С 1970 г. преподавала в Брюсселе и Льеже.